# Eariodes bimaculata
Eariodes bimaculata es una especie de polilla de la familia Geometridae. La especie fue descrita por primera vez por Edward Dukinfield Jones habiendo sido descrita en 1921, con distribución en Brasil.